# Frozen Fever
Frozen Fever (Frozen: Febre Congelada a Hispanoamèrica, i Frozen Fever a Espanya) és un curtmetratge de 2015 de Walt Disney Animation Studios i 
la seqüela de la pel·lícula d'animació Frozen. Va ser dirigit per Jennifer Lee i Chris Buck amb les veus de Kristen Bell, Idina Menzel, Jonathan Groff i Josh Gad. El curtmetratge es va estrenar durant el llançament de la pel·lícula de Disney Cinderella.

## Trama
La Reina Elsa d'Arendelle està emocionada perquè avui és l'aniversari d'Anna i té la intenció d'assegurar-se que el dia especial de la seva germana sigui perfecte. Usant els seus poders de gel, crea una decoració especial de gel en la part superior del pastís d'aniversari d'Anna: figures d'Anna i Elsa patinant sobre gel feliços juntes. Kristoff va fer una pancarta que penja en tot el pati del castell, que diu "Feliç aniversari Anna". Elsa i Kristoff van passar tot el matí preparant tot i ara el temps s'esgota. Abans de córrer a despertar a Anna, Elsa deixa a Kristoff a càrrec de cuidar tot fins que la convidada d'honor arribi.
Elsa sigilosament entra a l'habitació d'Anna, espenta suaument a la seva germana, que segueix dormint. Anna lluita per despertar, però després d'esmentar el dia que Elsa ha planejat per a ella, immediatament salta del llit. Quan Elsa esternuda, cap de les germanes nota que dos petits ninots de neu esclaten en l'aire, cauen al sòl i corretean lluny. Començant el dia, Elsa usa la seva màgia per crear uns nous vestits brillants per a cadascuna d'elles abans de sortir en una gira de misteris que implica seguir una llarga corda que Elsa havia col·locat pel castell, la qual cosa porta a Anna a diferents regals. Dins d'una armadura, Anna descobreix un braçalet. Dins d'un armari, ella troba un rellotge cucú de Olaf. I en una balconada, hi ha un ram de girasols. Elsa esternuda de nou i més petits ninots de neu esclaten en l'aire i cauen al sòl, però així i tot les noies no ho noten. Els ninots de neu s'escapoleixen al pati on Olaf els troba i s'emociona en veure'ls. Anna i Elsa segueixen la corda per tot Arendelle. En el camí, Anna descobreix més regals: un retrat de família, mitjanes de seda, fins i tot una canya de pescar. Tot el temps, Elsa segueix esternudant i cada vegada que ho fa, apareixen més petits ninots de neu, però encara les noies no es donen compte de cap d'ells. Anna està tenint un moment meravellós, però està preocupada per la salut d'Elsa. Ella sent que Elsa ha d'anar a casa a descansar, però Elsa simplement la ignora i continua. Ella dirigeix a Anna a la Tenda de Oaken, on li regala una de les belles capes de Oaken. Després, veient els esternuts d'Elsa, Oaken es presenta amb una ampolla de medicina que Elsa immediatament rebutja, però Anna l'accepta amb gratitud, sabent que pot necessitar-la després. A continuació, Elsa porta a Anna fins al centre del poble, on un Cor de Nens canta per a Anna i novament Elsa esternuda però cap de les dues nota els ninots de neu.
De tornada al pati del castell, Kristoff, Sven i Olaf tracten de mantenir les coses sota control, més petits ninots de neu arriben, causant un munt de caos i problemes per a ells. Quan Kristoff volteja, diversos ninots de neu tracten de pujar fins al pastís, Kristoff agarra el cap de Olaf com una bola de bitlles i apunta a ells. El cap de Olaf derroca als ninots de neu, copejant-los lluny del pastís. De sobte, els petits ninots de neu derroquen el cartell de Kristoff. Olaf aconsegueix re ordenar les lletres, però no diu exactament el mateix que abans.
Mentrestant, Elsa porta a Anna a la seva última parada, en la part superior de la Torre del Rellotge de Arendelle pel seu últim regal. Els braços d'Anna estan sobrecarregats amb els presents i el refredat d'Elsa segueix empitjorant amb cada minut que passa. Anna insisteix que Elsa necessita descansar, però Elsa no escolta. Ja se sent afebrada mentre puja les escales fins al cim de la torre fins que finalment ella perd l'equilibri. Anna deixa caure els seus regals i s'apressa a atrapar-la abans que caigui al buit. S'adona que Elsa està cremant en febre i ha d'anar al llit, la qual cosa Elsa finalment accepta. Anna l'acompanya a casa, Elsa sent que va arruïnar el seu aniversari perfecte però Anna li diu: "Elsa, no vas arruïnar gens". Després, a mesura que entren en les portes del castell, Anna se sorprèn per Kristoff, Sven, Olaf i els centenars de petits ninots de neu que li presenten el seu pastís d'aniversari i una cançó especial d'aniversari on Elsa esternuda una altra vegada i finalment veu als petits ninots de neu que creo. Atrapats en l'emoció de la cançó, Kristoff canta més fort que tots i crida "T'estimo tant!", avergonyint-se amb Anna qui somriu feliçment. Elsa encara que cansada, insisteix a bufar el "Bukkehorn d'Aniversari" però acaba esternudant en ell, llançant accidentalment una enorme bola de neu que surt de Arendelle i recorre tot el camí fins a les Illes del Sud, on Hans és copejat per aquesta, quan ell està paleant fem en els estables reals, ja que és el càstig decretat pels seus 12 germans majors, pels crims comesos a Arandelle l'any anterior.
Després, Anna ajuda a Elsa a recuperar-se en el llit i li agraeix per un gran aniversari i donar-li el millor regal que mai podria tenir; deixar que Anna cuidés d'Elsa, després de donar-li la medicina Elsa torna a esternudar i novament apareixen nous ninots de neu enfront d'elles. A la part alta de la Muntanya del Nord, on es troba El Castell de Gel, Malvavisco, (el ninot de neu que creo Elsa en la pel·lícula) qui ara és l'amo del castell és visitat per Kristoff, Sven i Olaf, el qual es presenta amb una desfilada dels petits ninots de neu que ara estarien vivint amb ell, Malvavisco amb un to com volent una explicació observa a Kristoff, però est li diu: "No preguntis".

## Repartiment Principal
- Kristen Bell[3][4]
- Idina Menzel
- Jonathan Groff
- Josh Gad

## Curiositats[calcitació]
■ Est és el segon curt a un llargmetratge de Disney. El primer va ser Embullats per sempre.
■ Un dels nens en el cor s'assembla a Anna quan ella era una nena.
■ Kristoff i Elsa interactuen per primera vegada.
■ Hans torna en el curt, i és vist paleant fem abans de ser copejat per una bola de neu geganta que va crear Elsa accidentalment.
■ Aquesta és la segona vegada que es veu a Anna despertar-se amb el pèl desordenat.
■ Dos dels adorns del pastís que Elsa creo van ser la posi de la mateixa Elsa i Anna en la coronació i quan Anna es converteix en gel i mor congelada en la primera pel·lícula.
■ Durant l'obertura de la cançó "Un dia perfecte ha de ser", Elsa canta la part de "El fred és part també de mi", una referència a la seva cançó "Lliure Sóc".
■ En el mapa que apareix quan la bola de neu geganta que Elsa va crear i va ser llançada a través del "Bukkehorn de l'Aniversari" mostra Les Illes del Sud, que es troben al sud de Arendelle. A més, es poden observar "1840" en nombres romans, escrits en la cantonada superior esquerra, probablement és l'any en què el curt es duu a terme.
■ La part en la qual Elsa i Anna estan muntant amb bicicleta a través de la sala és una referència a la línia "... En la nostra bici cal passejar" de la cançó "I si fem un ninot?".
■ Un mini Olaf apareix en els objectes que Elsa li dona a Anna prop de la tovallola.
■ El retrat que Anna va rebre com un regal, demostra que els quatre personatges (Elsa, Kristoff, Olaf, Sven i explicant-li també a ella) ara són una família.